# Alvania nicolauensis
Alvania nicolauensis is een slakkensoort uit de familie van de drijfhorens (Rissoidae). De wetenschappelijke naam van de soort werd in 1988 voor het eerst geldig gepubliceerd door Robert Moolenbeek en Emilio Rolán.